# Helmut Schwager
Helmut Schwager (* 12. März 1922 in Breslau; † 28. Oktober 2021) war ein deutscher Bildhauer.

## Leben und Werk
Schwager kam aus einer Arbeiterfamilie. Er absolvierte ab 1936 eine Lehre als Schlosser und arbeitete bis 1940 in seinem Beruf. Dann wurde er zur Wehrmacht eingezogen und nahm am Zweiten Weltkrieg teil.
Nach der Entlassung aus der Kriegsgefangenschaft studierte er von 1949 bis 1951 an der Staatlichen Hochschule für Baukunst und Bildende Künste in Weimar und danach bis 1953 an der Hochschule für Bildende Künste Dresden. Dort war er von 1953 bis 1959 Assistent bei Walter Arnold und ab 1967 als Dozent für Plastik Leiter des künstlerischen Grundlagenstudiums Plastik. Zu seinen Schülerinnen und Schülern gehörten unter anderen Wolfgang Friedrich und Klaus-Michael und Rosemarie Stephan. Danach arbeitete er in Dresden und ab 1988 in Rammenau als freischaffender Bildhauer. Dabei schuf er vor allem bis in die 1960er Jahre einige zuweilen künstlerisch eher anspruchslose, äußerlich-illustrative Porträtbüsten von damaligen politischen Vorbildern oder Repräsentanten der DDR wie Stalin und Wilhelm Pieck. 1961 entstand für Heidenau ein Ehrenmal für die Opfer des Faschismus und 1964 als Denkmal für den Conertplatz in Dresden eine Bronze-Porträtbüste des kommunistischen Opfers des Nationalsozialismus Rudolf Renner.
Schwager schuf auch Kleinplastiken und arbeitete als Zeichner und Druckgrafiker. Sein Lieblingswerkstoff für plastische Arbeiten war Holz. Er benutzte aber unter anderem auch Speckstein, Ton und Porzellan.
Schwager war bis 1990 Mitglied des Mitglied des Verbands Bildender Künstler der DDR und danach des Künstlerbunds Dresden e. V., dessen Ehrenmitglied er wurde.
Schwager war mit der gelernten Kindergärtnerin und späteren Puppenmacherin Gabriele Schwager verheiratet.

## Werke (Auswahl)
- Frau R. (Porträtbüste, 1957)[6]

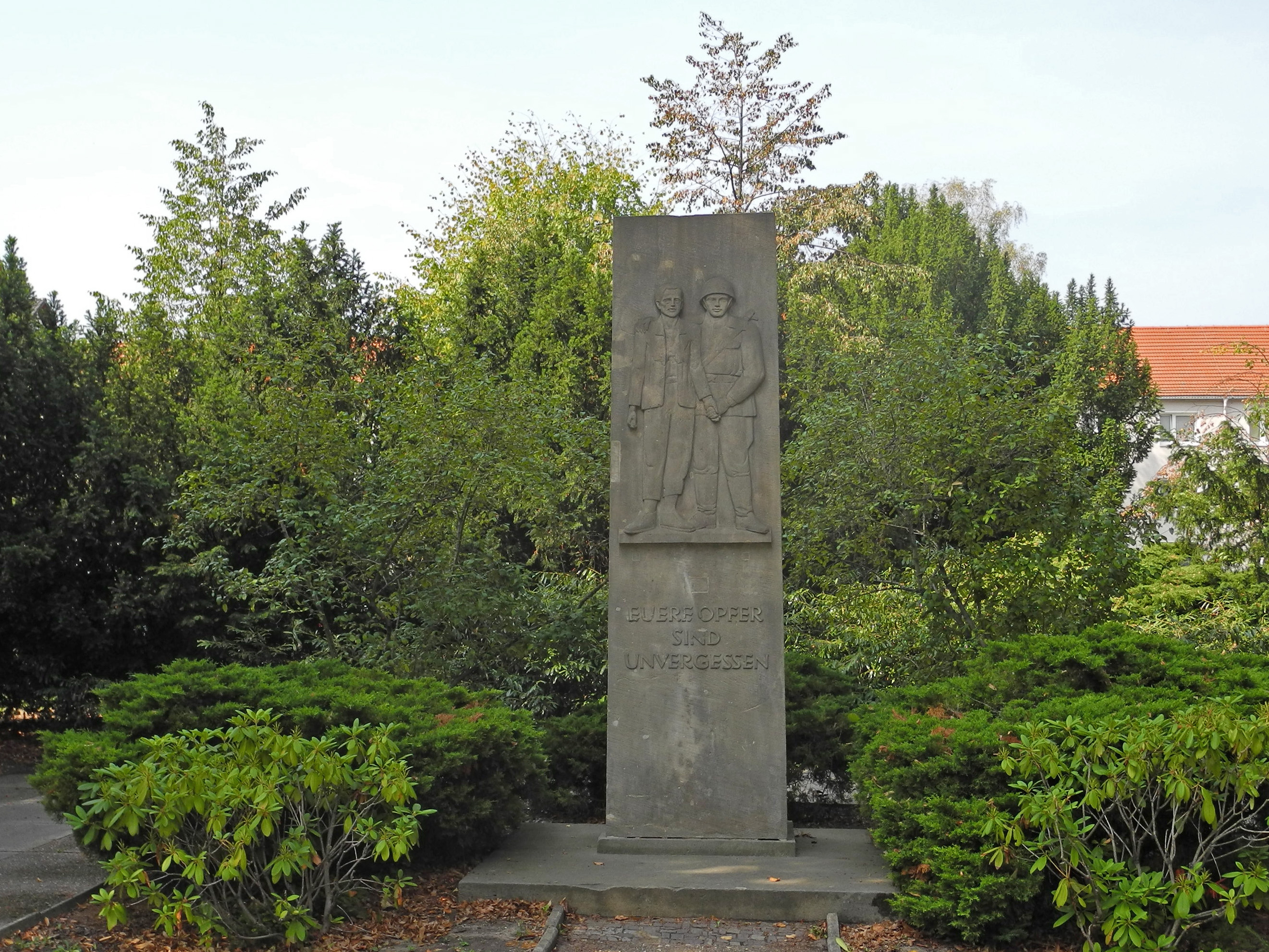
Heidenau, Ehrenmal für die Opfer des Faschismus, 1961

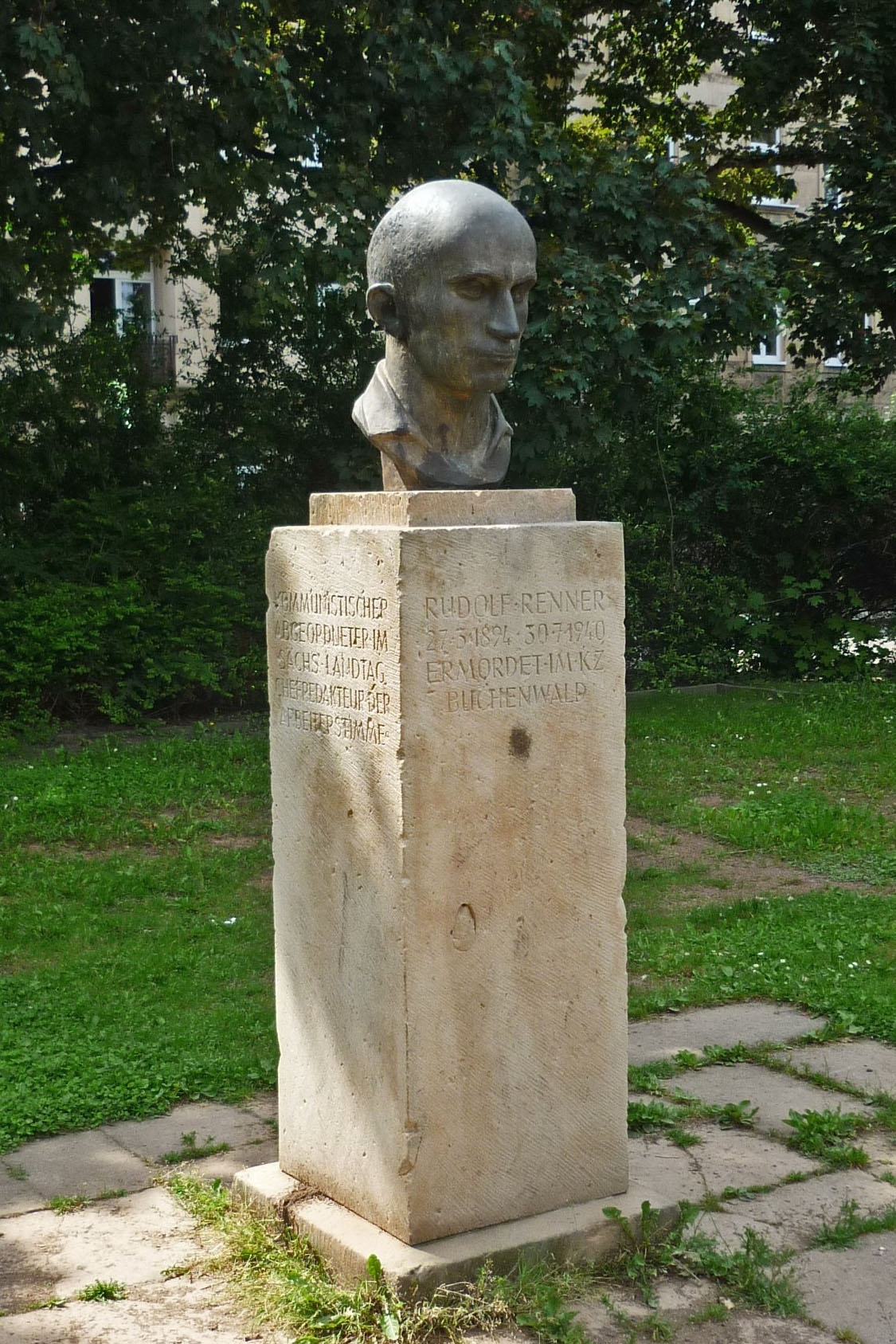
Dresden, Conertplatz, Büste von Rudolf Renner, 1964

- Männliche Porträtbüste (vor 1962, Bronze)[7]
- Mädchenakt (vor 1962)[8]
- Metamorphose (1985)[9]
- Nadeschda Krupskaja mit Clara Zetkin (Zweipersonengruppe; 1985, Stein; Cottbus, öffentlicher Raum)[10]

## Ausstellungen (unvollständig)

### Postume Personalausstellung
- 2022: Bischofswerda, Carl-Lohse-Galerie („Helmut Schwager – Zum Gedenken“)[11]

### Teilnahme an zentralen und wichtigen regionalen Ausstellungen in der DDR
- 1958: Dresden, Vierte Deutsche Kunstausstellung
- 1972, 1974, 1979 und 1985: Dresden, Bezirkskunstausstellungen
- 1975: Wanderausstellung „Kleinplastik und Grafik“
- 1979: Weimar, Kunsthalle am Theaterplatz („Spektrum. Bildende Künstler der DDR an der Hochschule für Baukunst und Bildende Künste Weimar 1946–1951“)